# Sibylle Ascheberg von Bamberg
Sibylle Ascheberg von Bamberg (geb. von Ascheberg; * 3. April 1888 in Merseburg; † 2. September 1966) war eine deutsche Malerin.

## Leben
Sibylle von Ascheberg war das älteste von vier Kindern. Ihre Eltern waren Steffen Jean Gustav Ewald Baron von Ascheberg (1856–1934), Königlicher Preußischer Geheimer Regierungsrat in Berlin, Merseburg und Düsseldorf und dessen Ehefrau Hella Emma Adelheid Ziegler (1860–1916), gebürtige Berlinerin.
1904 schloss sie das Lyzeum ab und nahm danach Privatunterricht bei dem Porträtmaler Wilhelm Schneider-Didam (1869–1923). Von 1906 bis 1908 besuchte sie die Kunstgewerbeschule Düsseldorf und war dort Studentin von Peter Behrens. Nach Abschluss ihres Studiums 1909 zog sie nach Berlin und war dort im Atelier des „Barrikadenmalers“ Hans Baluschek und im Atelier des Impressionisten und Mitglieds der Berliner Secession Lovis Corinth künstlerisch tätig.
Am 10. Dezember 1912 heiratete sie den Juristen Günther Emil Rudolf Wilhelm von Bamberg († 1931) und lebte danach mit ihm zusammen an verschiedenen Orten, an denen er als preußischer Beamter in diversen Positionen tätig war. Dazu gehörten unter anderem Schulpforta, Magdeburg und Kassel.
1915 kam ihre erste Tochter Irene (Isi) Hella Aline Hertha zur Welt, die spätere Frau von Hermann Henselmann, ein Jahr später die zweite Tochter, Karin-Sibylle, die von 1949 bis 1966 mit Robert Havemann verheiratet war. 1927 gebar sie noch einmal, ihren Sohn Steffen Raimund. Ihr Mann wurde 1929 zum Verwaltungsdirektor der Charité berufen, weswegen die Familie nach Berlin zog. Zwei Jahre später, am 30. Juli 1931, starb Günther von Bamberg.
In den folgenden Jahren zog Sibylle Ascheberg von Bamberg erst nach Wilhelmshorst bei Potsdam (1933), dann wieder nach Berlin (1938) und schließlich nach Düsseldorf (1940). Ihre Wohnung in Düsseldorf wurde im Zweiten Weltkrieg zweimal ausgebombt, wobei 60 ihrer Bilder verbrannten.
1961 zog sie nach Beuel und starb nach einer intensiven Schaffensphase am 2. September 1966 an den Folgen eines Unfalls.

## Werk
Sibylle Ascheberg von Bamberg schlug bereits im Alter von 16 Jahren den Weg zur Ausbildung zu einer professionellen Künstlerin ein. Da Frauen in der Kunst zur damaligen Zeit keinen oder nur stark eingeschränkten Zugang zu Kunsthochschulen hatten, besuchte sie eine Kunstgewerbeschule, um ihre Ausbildung zu vervollständigen.
Sie entwickelte einen eigenen unverwechselbaren Stil, den man als phantasievoll, farbintensiv und ausdrucksstark beschreiben kann. In der Zeit von 1910 bis 1966 entstanden zahlreiche Gemälde und Zeichnungen, die von einem starken Einfluss des Expressionismus zeugen.
Sibylle Ascheberg von Bamberg hat zu Lebzeiten in Gruppenausstellungen mit führenden deutschen und internationalen Künstlern und Künstlerinnen wie Karl Hofer, Hans Purrmann, Sonja Delaunay-Terk, Marie Laurencin, Ida Gerhardi, Suzanne Valadon, Hans Baluschek, u. a. ausgestellt. In der Zeit des Nationalsozialismus war sie obligatorisch Mitglied der Reichskammer der bildenden Künste.
Nach ihrem Tod geriet sie, bedingt durch die Teilung Deutschlands, in Vergessenheit.

## Ausstellungen (unvollständig)

### Sicher belegte Teilnahme an Ausstellungen in der Zeit des Nationalsozialismus
- 1937: Berlin, Stadthaus Wilmersdorf (Ausstellung des Ortsvereins Berlin der Allgemeinen Deutschen Kunstgenossenschaft)
- 1941: Düsseldorf, Kunsthalle („Die deutsche Malerin und Bildhauerin“)

### Postume Personalausstellung
- 2007: Potsdam, Altes Rathaus – Potsdam Forum ("Ein Leben in Farbe")[1]